# 辛棄疾
辛棄疾（1140年5月28日—1207年10月3日），字幼安，號稼軒居士，山東東路濟南府歷城縣（今山东省济南市历城区）人。生於金國，少年抗金歸宋，曾任江西安撫使、福建安撫使等职，因归正人的身份，辛弃疾也始终未能得到南宋朝廷的重用以及实现他北伐的夙愿。追赠少师，谥忠敏。18歲與愛妻謝康正結為連理。
辛弃疾是中國南宋豪放派詞人，人稱詞中之龍，與蘇軾合稱「蘇辛」，与李易安（李清照）并称「济南二安」，和爱国诗人陆游双峰并峙。辛弃疾词风「激昂豪迈，风流豪放」，代表著南宋豪放词的最高成就。

## 生平

### 早年生涯
1140年5月28日（金天眷三年、宋紹興十年五月十一日），辛棄疾出生於金朝山東東路濟南府歷城縣（今山东省濟南市历城区临港街道四风闸村），其時距靖康之變已有十三年。因辛弃疾的父亲辛文郁因病早逝，而在祖父辛赞抚养下长大，其祖父辛赞，是金朝亳州谯县（今安徽亳县）的县令，却经常灌输他抗金复宋的教育，“纡君父所不共戴天之愤”，曾带他两次到燕京考察军情。:79辛弃疾早年受业于毫州刘瞻，刘瞻在金国担任史馆编修，门生诸多，其中，辛弃疾和党怀英是佼佼者，二人并称“辛党”，后来，党怀英在金国担任职务，但是辛弃疾却走上了抗金道路。:98辛弃疾十四岁、十七歲时两次参加金朝燕京科举考试，不中。但这两次赶赴科举考试也是辛弃疾受祖父“随计吏抵燕山，谛观形势”之命所进行的两次实地考察。

### 杀贼归宋
1161年（紹興三十一年）夏秋季节，金国君主完颜亮入侵南宋，北方抗金部队烽烟四起，在山东有耿京、开赵等人聚众起义。二十二岁的辛弃疾在济南南部山区聚集人马2000人，加入耿京的起义军，辛弃疾担任掌书记。:98辛弃疾极力劝说耿京“决策南向”，和南宋的朝廷正规军配合，一同抗击金兵，耿京于是派遣辛弃疾等11人奉表归宋，宋高宗召见之后委任辛弃疾承郎务、天平节度使掌书记，耿京为天平节度使。:98:791162年（紹興三十二年闰二月），辛弃疾在北归途中听说耿京被叛徒张安国杀害的消息，率领50骑兵直驱山东，奔入5万人中，将正在饮酒作乐的张安国捉拿，并且号召耿京旧部反正。:98:79之后，辛弃疾长驱渡淮，押解张安国到建康城斩首。:98此时，辛弃疾年纪轻轻，名重一时，宋高宗大为惊异，委任其江阴签判，自此，辛弃疾一直居住在南宋，不再北归，:98南宋乾道六年被召為司農寺主簿。

### 南归综述
南归之后的辛弃疾在余生40余年间，没有受到南宋朝廷的重用，或者浮现闲居，或者沉沦下僚，不得尽用其才。:98“一腔忠愤，无处发泄”，“自诡放浪林泉，从老农学稼”，并且用“词”作为发泄，成了一代词宗。:99
在南宋期间，辛棄疾曾任建康通判，知滁州，提点江西刑狱，湖北转运副使，湖南安抚使，淳熙五年（1178年），擔任江西安抚使等职，是年二月，奏劾知興國軍黃茂材“過數收納苗米，致人戶陳訴故也”。召為大理少卿。
历任地方官期间，重视发展生产，训练军队，为北伐积极做好准备。他一生被彈劾七次。在被罢职后，闲居在信州上饶（今江西省上饶市）前后近20年，中间虽短期出任福建安抚使等职，但很快就被罢免。1180年，再次任隆兴府（南昌）知府兼江西安抚使时，在上饶建园林式的庄园。晚年一度被韩侂胄起用，但仍然得不到信任，最后含恨辞世。据说他临终时还大呼“杀贼！杀贼！”。

### 南归十年
辛弃疾归南宋的前十年，对恢复旧山河饱含信心和希望，他虽然官职卑微，但是不断上书献策，其中，《十论》和《九议》是其政论文代表作，体现了其经济救世的才华。:99但是，辛弃疾的策略没有被朝廷采纳，10年里，他只是担任江阴通判、建康府通判、司农主簿。:99乾道元年（1165年），辛弃疾写了《美芹十论》上呈宋孝宗，但是没有回应。:801168年（乾道四年），主战派虞允文当宰相，辛弃疾又写了《九议》，仍没有受到朝廷的重视。

晚年时辛弃疾曾感叹说:80：
|  | 却将万字平戎策，换得东家种树书。 |

其中“万字平戎策”当指此。

### 南归二十年
乾道八年（1172年），辛棄疾担任滁州（今安徽省滁县）知府，开始了南归的第二个十年仕途生涯。:99当时的滁州因常年兵乱而凋敝，辛弃疾到任后“宽征薄赋，招流散，教民兵”，改善了当地的社会、经济状况。
淳熙二年（1175年）四月，以赖文政为首的茶商武装集团在常德府、岳州一带称乱，并先后于湖南、江西大败官军。辛弃疾为宰相叶衡所荐，前往江西任提刑以讨捕茶寇。辛弃疾“亲提死士与之角”，使茶寇“困屈请降”辛弃疾虽然于当年平定这场叛乱，但他对于镇压内乱心里充满矛盾，他既不认同南宋朝廷“偃武修文”的大政策，也不认同“攘外必先安内”的治国方略。他在淳熙六年写成的奏章《论盗贼劄子》中提到“痴者国之根本，而贪浊之吏迫使为盗”指出农民在南宋官吏豪绅逼迫下成为盗贼，以至“今年剿除，明年扫荡”，希望朝廷下令各路州县“洗心革面，皆以惠养元元为意”。此间可以看出他对农民寄予了深切同情。:99
淳熙七年（1180年），辛弃疾任湖南安抚使。他以湖南“风俗顽悍”、“武备空虚”为由，上疏朝廷请求在湖南建立一支地方军队，命名为“湖南飞虎军”。经朝廷准许后，他于当年夏开始筹建军队，共招募二千步军、五百马军，并在马殷营垒的遗址上建造军营。:99《宋史》载飞虎军建成后“雄镇一方，为江上诸军之冠”。此后的八十余年时间里，虽然飞虎军的性质、驻地有所变化，但它始终是朝廷镇压当地叛乱、抗击金兵的重要力量。:123-138辛弃疾希望南宋朝廷能够国富民强，再恢复旧山河，但他也渐渐意识到自己在官场中“不为众人所容”。
淳熙八年（1181年），辛棄疾任江西安抚使。是年江西一带发生严重的饥荒，朝廷命其处理赈灾事务。他到任后在要道旁张贴“闭籴者配，强籴者斩”，以控制粮食买卖；又拿出官府的钱，派能人从外地运粮。这些举措使得粮价稳定下来，民众得以购买粮食。他也因此受到了宋孝宗的嘉奖。同年冬，御史王蔺弹劾他贪污而残暴，辛弃疾被革职处分，退隐田园。:99

### 隐居生涯
淳熙九年（1182年），辛棄疾开始隐居，取意“人生在勤，当以力田为先”之義，自号“稼轩”，除了1192年（绍熙三年）到1194年（绍熙五年），短暂出任福建提点刑狱和安抚使，这前后18年里，他一直隐居在江西上饶城外的带湖和铅山的瓢泉。:99因其所居的代湖失火，辛弃疾便迁往了他曾买下并整饬后的瓢泉。1195或1196或1198年，在瓢泉的停云堂内，快要接近六十岁的辛弃疾写下了思亲怀人、抒壮志难酬而人却老去的《贺新郎·甚矣吾衰矣》。

1188年（淳熙十五年），辛弃疾和爱国词人陈亮在瓢泉附近的鹅湖寺相会，两人在鹅湖寺居住10天，“长歌相答，极论世事”，共商恢复大计，这也是中国历史上继朱熹和陆九渊之后的第二次“鹅湖寺之会”，两人唱和，辛弃疾写了《贺新郎》词数阙，表达了:99：
|  | 男儿到死心如铁，看试手，补天裂。 |

辛弃疾也曾與理学大师朱熹同遊武夷山。1200年（慶元六年），朱熹去世。当时由于庆元党禁，其旧友、门生无一送葬。辛弃疾亲自前往，并写祭文哀悼。文中赞叹朱熹：
|  | 所不朽者，垂万世名。孰谓公死，凛凛犹生！ |

### 再度起用
1203年（嘉泰三年），64歲的辛弃疾受任命為紹興府知府和浙东安抚使，辛弃疾欣然上任，“不以久闲为念，不以家事为怀，单车就道，风采凛然”，这个时期，蒙古族壮大，金国被挤压，势力范围往南扩张，河北、河南、山东人民奋起反抗。:100南宋朝廷宰相韩侂胄利用辛弃疾的名望，派遣他担任镇江知府，辛弃疾製造军服1万套，募兵1万，训练一支精锐军队准备抗金，但是被南宋官员弹劾而去职。:1001205年（開禧元年）秋季，辛弃疾从镇江调回绍兴府任知府，他上章辞免，回到铅山。:841206年（開禧二年），南宋王朝北伐失败，南宋朝廷委任其兵部侍郎，他仍上章辞免。十二月，南宋向金国求和。:84

### 逝世
開禧三年（1207年），金国要求南宋把韩侂胄的人头送到金国才答应议和，韩侂胄大怒再次用兵，召集辛弃疾出山，但是诏命到达铅山的日子，辛弃疾已经病重。
九月十日，一代詞宗和爱国者辛弃疾“抱恨入地，赍志以殁”，享壽六十七歲。:100:81

## 身后
1208年（嘉定元年），摄给事中倪思弹劾辛弃疾“迎合开边”，奏请朝廷“追削爵秩，夺从官恤典”。1233年（紹定六年），朝廷追赠辛弃疾光禄大夫。咸淳年间，谢枋得路过辛墓，写下《祭辛稼轩先生墓记》，决心“披肝沥胆”以雪其冤。。德祐初，谢枋得向朝廷上疏，要为辛弃疾洗冤，朝廷后加赠辛弃疾少师，賜谥號“忠敏”。

## 家族
| \| \| \| \| \| \| \| \| \| \| \| \| \| \| \| \| \| \| \| \| 高祖父：儒林郎-辛师古[註 16][14] \| \| \| \| \| \| \| \| \| \| \| \| \| \| \| \| \| \| \| \| \| \| \| \| \| \| \| \| \| \| \| \| \| \| \| \| \| \| \| \| \| \| \| \| \| \| \| \| \| \| \| \| \| \| 曾祖父：宾州司理参军-辛寂 \| \| \| \| \| \| \| \| \| \| \| \| \| \| \| \| \| \| \| \| \| \| \| \| \| \| \| \| \| \| \| \| \| \| \| \| \| \| \| \| \| \| \| \| \| \| \| \| \| \| \| \| \| \| 高祖母：邬氏 \| \| \| \| \| \| \| \| \| \| \| \| \| \| \| \| \| \| \| \| \| \| \| \| \| \| \| \| \| \| \| \| \| \| \| \| \| \| \| \| \| \| \| \| \| \| \| \| \| \| \| \| \| \| 祖父:宋朝散大夫-辛赞 \| \| \| \| \| \| \| \| \| \| \| \| \| \| \| \| \| \| \| \| \| \| \| \| \| \| \| \| \| \| \| \| \| \| \| \| \| \| \| \| \| \| \| \| \| \| \| \| \| \| \| \| \| \| 曾祖母：胡氏 \| \| \| \| \| \| \| \| \| \| \| \| \| \| \| \| \| \| \| \| \| \| \| \| \| \| \| \| \| \| \| \| \| \| \| \| \| \| \| \| \| \| \| \| \| \| \| \| \| \| \| \| \| \| 父：辛文郁 \| \| \| \| \| \| \| \| \| \| \| \| \| \| \| \| \| \| \| \| \| \| \| \| \| \| \| \| \| \| \| \| \| \| \| \| \| \| \| \| \| \| \| \| \| \| \| \| \| \| \| \| \| \| 祖母：崔氏 \| \| \| \| \| \| \| \| \| \| \| \| \| \| \| \| \| \| \| \| \| \| \| \| \| \| \| \| \| \| \| \| \| \| \| \| \| \| \| \| \| \| \| \| \| \| \| \| \| \| \| \| \| \| 辛弃疾 \| \| \| \| \| \| \| \| \| \| \| \| \| \| \| \| \| \| \| \| \| \| \| \| \| \| \| \| \| \| \| \| \| \| \| \| \| \| \| \| \| \| \| \| \| \| \| \| \| \| \| \| \| \| 母：孙氏 \| \| \| \| \| \| \| \| \| \| \| \| \| \| \| \| \| \| \| \| \| \| \| \| \| \| \| \| \| \| \| \| \| \| \| \| \| \| \| \| \| \| \| \| \| \| \| \| \| \| \| \| |                           |  |  |  |  |  |  |  |  |  |  |  |  |  |  |  |
| |                           |  |  |  |  |  |  |  |  |  |  |  |  |  |  |  |
| | 高祖父：儒林郎-辛师古     |  |  |  |  |  |  |  |  |  |  |  |  |  |  |  |
| |                           |  |  |  |  |  |  |  |  |  |  |  |  |  |  |  |
| |                           |  |  |  |  |  |  |  |  |  |  |  |  |  |  |  |
| | 曾祖父：宾州司理参军-辛寂 |  |  |  |  |  |  |  |  |  |  |  |  |  |  |  |
| |                           |  |  |  |  |  |  |  |  |  |  |  |  |  |  |  |
| |                           |  |  |  |  |  |  |  |  |  |  |  |  |  |  |  |
| | 高祖母：邬氏              |  |  |  |  |  |  |  |  |  |  |  |  |  |  |  |
| |                           |  |  |  |  |  |  |  |  |  |  |  |  |  |  |  |
| |                           |  |  |  |  |  |  |  |  |  |  |  |  |  |  |  |
| | 祖父:宋朝散大夫-辛赞      |  |  |  |  |  |  |  |  |  |  |  |  |  |  |  |
| |                           |  |  |  |  |  |  |  |  |  |  |  |  |  |  |  |
| |                           |  |  |  |  |  |  |  |  |  |  |  |  |  |  |  |
| | 曾祖母：胡氏              |  |  |  |  |  |  |  |  |  |  |  |  |  |  |  |
| |                           |  |  |  |  |  |  |  |  |  |  |  |  |  |  |  |
| |                           |  |  |  |  |  |  |  |  |  |  |  |  |  |  |  |
| | 父：辛文郁                |  |  |  |  |  |  |  |  |  |  |  |  |  |  |  |
| |                           |  |  |  |  |  |  |  |  |  |  |  |  |  |  |  |
| |                           |  |  |  |  |  |  |  |  |  |  |  |  |  |  |  |
| | 祖母：崔氏                |  |  |  |  |  |  |  |  |  |  |  |  |  |  |  |
| |                           |  |  |  |  |  |  |  |  |  |  |  |  |  |  |  |
| |                           |  |  |  |  |  |  |  |  |  |  |  |  |  |  |  |
| | 辛弃疾                    |  |  |  |  |  |  |  |  |  |  |  |  |  |  |  |
| |                           |  |  |  |  |  |  |  |  |  |  |  |  |  |  |  |
| |                           |  |  |  |  |  |  |  |  |  |  |  |  |  |  |  |
| | 母：孙氏                  |  |  |  |  |  |  |  |  |  |  |  |  |  |  |  |
| |                           |  |  |  |  |  |  |  |  |  |  |  |  |  |  |  |
| |                           |  |  |  |  |  |  |  |  |  |  |  |  |  |  |  |

### 祖上
辛家自始祖起皆为单传。辛家始祖为辛唯叶，曾任大理评事，在北宋真宗景德年间（公元1004—1008年）迁济南。祖父辛赞，死后受赠陇西郡主。父辛文郁则早亡。

## 作品

### 词
辛弃疾是中国南宋的著名词人，现存词六百二十六（一说629）首，是两宋现存词最多的作家。词中表现了他积极主张抗金和由南宋收复中原的爱国热忱。作品题材广阔，风格多样，以豪放为主，善于用典，也善于白描，开拓了词的疆域，提高了词的表现力，成为南宋词坛最杰出的代表作家之一。人称他的词作“色笑如花，肝肠如火”。元大德年间编有《稼轩长短句》十二卷存世，是辛詞中較完備版本。词與北宋的蘇軾有“蘇辛”之稱，被认为是豪放词派的代表人物。被譽為詞中之龍。著名词作：《水调歌頭(帶湖吾甚愛)》、《摸鱼兒(更能消幾番風雨)》、《滿江紅(家住江南)》、《沁园春(杯汝來前)》、《s:水龙吟·过南剑双溪楼_(辛棄疾)》、《青玉案·元夕》、《破陣子》、《醜奴兒》、《永遇樂》、《菩萨蛮·书江西造口壁》、《西江月·夜行黃沙道中》。
辛弃疾词的不足之处是有的词议论化、散文化，但是缺乏具体形象，有的堆砌典故，有掉书袋的毛病。:102

#### 詞風
辛弃疾今存词629首，抗金和恢复旧河山是主要内容。:100辛詞多愛國傷時及復國之作，充滿濟世愛國的熱情，洋溢著建功立業、報效國家之思想。辛詞內容廣泛，也有寫田園山水，農村生活及其他內容的詞作，流露出對田園山水和農村生活的熱愛。如埋怨闲置，“长安故人问我，道惆怅殢酒只依然。目断秋霄落雁，醒来时响空弦”，如谴责主和派，“举头西北浮云，倚天万里须长剑。人言此地，夜深长见，牛光焰。我觉山高，潭空水冷，月明星淡。待燃犀下看，凭栏却怕，风雷怒，鱼龙惨。”，如梦想奔赴沙场，收拾旧河山，“追往事，今不见，但见山川满目泪沾衣。落日胡尘位断，西风塞马空肥。”
辛派词人有：陈亮、刘过、刘克庄、刘辰翁。:92

#### 豪放词之抗战词
辛弃疾的抗战词，主要抒发了“整顿乾坤，恢复山河”的壮志，常常以英雄自诩，也以英雄诩人，在饮宴酬答，祝寿感怀里，借助追思往日在金国的战斗岁月抒发豪情，如：“壮岁旌旗拥万夫，锦襜突骑渡江初。燕兵夜娖银胡觮，汉箭朝飞金仆姑。”；如描写自己早年和金兵鏖战，“八百里分麾下炙，五十弦翻塞外声，沙场秋点兵。马作的卢飞快，弓如霹雳弦惊。了却君王天下事，赢得生前身后名”，这些词表达了理想空落的悲叹，但是并不消沉，而是悲壮，在给韩元吉祝寿时抒发了爱国之情，“夷甫诸人，神州沉陆，几曾回首！算平戎万里，功名本是，真儒事，公知否……待他年，整顿乾坤事了，为先生寿。”；晚年在镇江任职的时候借景抒情，以刘备、孙权、曹操等英雄豪杰表达自己至老不衰的抗金斗志：“何处望神州。满眼风光北固楼。千古兴亡多少事，悠悠。不尽长江衮衮流。年少万兜鍪。坐断东南战未休。天下英雄谁敌手。曹刘。生子当如孙仲谋。”

#### 豪放词之悲愤词
辛弃疾的豪放词里，有诸多抒发壮志未酬的悲愤词，表达满腔报国热情被冷落和闲置的悲愤，如：“楼观才成人已去，旌旗未卷头先白。”；想要驰骋疆场，但是“短檠灯，长剑铗，欲生苔。雕弓挂壁无用，照影落清杯。”；28岁时的作品《水龙吟·登建康赏心亭》“可惜流年，忧愁风雨，树犹如此！倩何人唤取，红巾翠袖，揾英雄泪！”抒发了壮志难酬、有家难归、岁月空度的悲愤；《菩萨蛮》“郁孤台下清江水，中间多少行人泪？西北望长安，可怜无数山。”则表达了恢复旧山河的强烈愿望 。:83
如《贺新郎·甚矣吾衰也》
邑中园亭，仆皆为赋此词。一日，独坐停云，水声山色，竞来相娱。意溪山欲援例者，遂作数语，庶几仿佛渊明思亲友之意云。
甚矣吾衰也，怅平生、交游零落，只今余几！白发空垂三千丈，一笑人间万事。问何物、能令公喜？我见青山多妩媚，料青山见我应如是。情与貌，略相似。
一尊搔首东窗里。想渊明、停云诗就，此时风味。江左沉酣求名者，岂识浊醪妙理。回首叫、云飞风起。不恨古人吾不见，恨古人不见吾狂耳。知我者，二三子。

#### 农村词
除了抗战词、闲适词，辛弃疾还有大部分的农村词（也称作田园词），辛弃疾在第二次致仕时归隐上饶，有二十多年的时间。农场田园的生活也便成为了辛弃疾农村词（田园词）的源泉，虽然也受到了苏轼的田园诗影响但辛弃疾又在这一领域实现了超越与突破，虽然辛弃疾的田园诗数量只有二十五首左右，但也被认为是田园诗歌的一个高峰，也有评论者指出辛弃疾与苏轼的田园词未能像陶渊明那样切近农村生活，与农民之间有隔膜。辛弃疾在农村词表现手法上多用白描，来描绘人物情态动作和农村生活图景。辛弃疾在继承苏轼白描手法上，形成了与苏轼词般的语言朴素自然，通俗、清新，同时又熟练地将农民生活用语融入词中，使得词有淳朴特点。
辛弃疾的农场词讲述农村的美好生活，朴实、安定、充满活力，如“鸡鸭成群晚不收”、“明月别枝惊鹊”；描写蚕、小牛的“陌上柔桑破嫩芽，东邻蚕种已生些。平冈细草鸣黄犊，斜日寒林点暮鸦”；描写农人勤劳，农家生活和睦融洽、快乐的“最喜小儿无赖，溪头卧剥莲蓬” 、“莫遣旁人惊去，老夫静处闲看。”
辛弃疾的农村词，也有讲述了自己孤苦寂寞和对国事忧虑的感情，如：“屋上松风吹急雨。破纸窗间自语。”，有解酒消愁，抒发牢骚的词，如“昨夜松边醉倒，问松‘我醉何如’。只疑松动要来扶。以手推松曰‘去’”也有讲述自己年老体衰、功业未成的痛苦，如“少日春怀似酒浓。插花走马醉千钟。老去逢春如病酒。” 

#### 婉约词
辛弃疾描写爱情、男女离别的婉约词约有70多首，“其秾纤绵密，亦不在小晏、秦郎之下”，“绝不做妮子态”，辛弃疾的婉约词通常是借儿女情长之情和风月花草的景来抒发自身身世之感，并从中折射政治现实。据《鹤林玉露》载当时宋孝宗在读罢辛弃疾的《摸鱼儿·更能消几番风雨》后颇为不高兴。
辛弃疾代表作有《祝英台令·晚春》“宝钗分，桃叶渡，烟柳暗南浦。怕上层楼，十日九风雨。断肠片片飞红，都无人管，更谁劝、啼莺声住？鬓边觑，试把花卜归期，才簪又重数。罗帐灯昏，哽咽梦中语：是他春带愁来，春归何处？却不解、带将愁去。”:86辛弃疾写婉约的爱情词，如“却把泪来做水，流也流到伊边”，如“如今只恨因缘浅，也不曾抵死恨伊。”“我自是，笑别人底，却无来，当局者迷”。

#### 艺术成就
辛詞多豪放之作，意境雄奇闊大，形象生動，充滿浪漫主義色彩（王國維曰「稼軒之詞豪」），感情悲沾慷慨，豪壯熾烈。辛詞風格多樣化，也有纏綿細緻，自然閑淡，及其他風格的作品。辛弃疾的词，打破了词和诗，词和散文的界限，融合诗、词、散文、辞赋，丰富了词的内涵，扩大了词的表现力和境界。:88手法上，辛詞形式解放，詩詞散文合流，將詞散文化，善於鎔鑄經史百家，驅遣散文詩歌入詞。辛詞中並多議論，楊慎曰：「稼軒為詞論。」辛棄疾喜運用口語，善於提煉民間口語入詞，帶來新鮮活潑氣息。辛詞又善於用典，善用比興寄託、比喻、擬人等手法。语言上，辛弃疾的词“趋势庄、骚、经、史，无一点斧凿痕，笔力甚峭”，并且“用事最多，然圆转流丽，不为事所使，称是妙手”。辛弃疾的词慷慨豪放，熔铸百家，有豪放有婉约，汪洋恣肆，尽情挥洒，气势磅礴，风格豪迈，沉郁雄浑，笔酣墨饱，“稼轩敛雄心，抗高调，变温婉，成悲凉” 。

#### 意境
辛弃疾的词的意境雄奇阔大，“幼安之佳处，在有性情，有境界”，他以“英雄之才、忠义之心、刚大之气”写词，特定的时代环境、曲折的生活经历、强烈的个性气质、远大的政治抱负，决定了他的词富有“广阔的场景、战斗的英姿、坚强的性格”的形象，有雄奇的画面、悲壮的声响、飞动的景物、光怪陆离的神话传奇等，如《水龙吟》 ：
|  | 举头西北浮云，倚天万里须长剑。人言此地，夜深长见，牛光焰。我觉山高，潭空水冷，月明星淡。待燃犀下看，凭栏却怕，风雷怒，鱼龙惨。 峡束苍江对起，过危楼，欲飞还敛。元龙老矣！不妨高卧，冰壶凉簟。千古兴亡，百年悲笑，一时登览。问何人又卸，片帆沙岸，系斜阳缆？ |

#### 手法
辛弃疾的词，“词之妙莫妙于以不言言之，非不言也，如寄深于浅，寄厚于轻，寄劲于婉，寄直于曲，寄实于虚，寄正于余皆是”，常常使用“比兴”手法，借助黄叶、草、鸟、山、风、水、月等景物寄托自己的情怀，如《摸鱼儿》用写男女爱情来写君臣之事，用惜春怨春写自己对南宋王朝的爱恨，用蛾眉遭妒写自己被朝廷抛弃，用玉环飞燕写南宋投降派，用斜阳烟柳写风雨飘摇的南宋王朝；如《蝶恋花》用“风雨无凭准”写朝廷反复无常。

#### 想象
辛弃疾的词借助浪漫的想象来塑造，他把大自然的山水、风雨、草木、山石赋予人的感情和性格，如《太常引》：
|  | 一轮秋影转金波。飞镜又重磨。把酒问姮娥。被白发、欺人奈何。乘风好去，长空万里，直下看山河。斫去桂婆娑。人道是、清光更多。 |

辛弃疾向嫦娥倾诉衷肠，要乘风遨游太空，砍断月桂树来澄清宇宙，表达自己的报国之志；如《沁园春》“杯，汝来前”，跟酒杯对话，显得幽默诙谐；如《西江月》“以手推松曰‘去’”，表达自己独立傲世、无求于人。

#### 语言
辛弃疾的词打破了词以往的狭小天地，运用了诗句、古文、辞赋，丰富了词的语言范围，点化和化用前人的句子、诗歌，可以说是在词的历史上语汇最为丰富。“辛稼轩别开天地，横绝古今，论、孟、诗小序、左氏春秋、南华、离骚、史、汉、世说、选学、李杜诗，拉杂运用，弥见其笔力之峭”，“稼轩词龙腾虎掷，任古书中俚语瘦语，一经运用，便得风流”，代表作如《踏莎行》，全部化用了《易经》、《论语》、《诗经》与《礼记》，但是从容不迫、挥洒自如、毫无捏合之感：
|  | 进退存亡，行藏用舍。小人请学樊须稼。衡门之下可栖迟，日之夕矣牛羊下。 去卫灵公，遭桓司马。东西南北之人也。长沮桀溺耦而耕，丘何为是栖栖者。 |

辛弃疾的词运用了大量人民群众的口语，有着浓烈的生活气息，如“千峰云起，骤雨一霎儿价”；“轿儿挑了，担儿装了，杜鹃一声鹊起”；如“些底事，误认哪，不成真个不思家”；“却怪白鸥，觑着人欲下未下”。

### 诗
辛弃疾也写诗，题材多样，整理编辑的《全宋诗》中留有辛弃疾的140首诗，他的诗如《送别湖南部曲》，写自己的政治遭遇，诗风俊逸，和当时的诗坛“江西派”、“江湖派”不同，部分抗战诗，悲壮雄迈，不在其豪放词之下。:102辛弃疾的诗歌没有得到太大的关注，同时代的刘克庄认为是因为辛弃疾的词太富盛名，而掩盖了他的诗光辉，他也认为辛弃疾的诗（《送别湖南部曲》）“悲壮激烈”，清代的邹祗谟则分析认为辛弃疾工于词，使得诗“不强人意”。

### 文章
辛弃疾的文章，虎虎有生气，如“笔势浩荡，智略辐凑，有权书论衡之风”。

### 书法
辛弃疾留存于世的墨迹甚少，《去国帖》是其为数不多的行楷书作品之一。此帖书法中锋用笔，点画尽合法度，书写流畅自如，浑厚沉婉，虽无甚特色，亦不失方正挺拔之气。现存北京故宫博物院。

## 评价

### 正面评价
- 《宋史·卷四〇一》：“辛棄疾知大義而歸宋。”
- 陈亮《辛稼轩画像赞》：“呼而来，麾而去，无所逃天地之间；挠弗浊，澄弗清，岂自为将相之种！”
- 范开《稼轩词序》：“公一世之豪，以气节自负，以功业自许。”
- 刘克庄《辛稼轩集序》：“辛公文墨议论尤英伟磊落……笔势浩荡，智略辐凑，有权书衡论之风……呜呼，以孝皇之神武，及公盛壮之时，行其说而尽其才，纵未封狼居胥，岂遂置中原于度外哉……公所作大声鞺鞳，小声铿鍧，横绝六合，扫空万古，自有苍生以来所无。其秾纤绵密者亦不在小晏秦郎之下。”
- 谢枋得《祭辛稼轩先生墓记》：“公有英雄之才，忠义之心，刚大之气，所学皆圣贤之事……公精忠大义，不在张忠献、岳武穆下。……使公生于艺祖、太宗时，必旬日取宰相。……公没，西北忠义始绝望。”
- 刘熙载《艺概·词概》：“稼轩词龙腾虎掷，任古书中理語瘦語，一经运用，便得风流，天资是何夐异。”又“辛稼轩风节建竖，卓绝一时，惜每有成功，辄为议者所沮。”
- 陈廷焯《白雨斋词话》：“辛稼轩，词中之龙也！”又“稼轩有吞吐八荒之概，而机会不来。正则可以为温、李，为岳、韩，变则即桓温之流亚。”
- 胡适《词选》：“（辛弃疾）是词中的第一大家。他的才气纵横，见解超脱，情感浓挚。”[22]

### 负面评价
- 顾炎武《日知录·卷十三》：“幼安久宦南朝，未得大用，晚年多有沦落之感，亦廉颇思用赵人之意尔。观其与陈同甫酒後之言，不可知其心事哉。”[註 53]

### 争议
- 香港大学罗忼烈教授在《漫谈辛稼轩的经济生活》一文中指出辛弃疾落职后生活豪奢，从而推断其为官时可能有贪污行为。[23]在辛弃疾晚年短暂出任期间，就有多次因贪腐之罪名受弹劾而被罢官，在《宋会要》之中也有记载[註 54][24]。邓广铭等学者则对这一观点加以驳斥。[25]

## 纪念

### 济南

#### 大明湖辛稼轩纪念祠
位于大明湖南岸，建于清光绪三十年(公元1904年)，原为纪念李鸿章的祠堂，1960年改建为辛稼轩纪念祠。建筑面积1400平方米，保存比较完好。

#### 四风闸辛弃疾纪念馆
辛弃疾纪念馆位于辛弃疾出生地历城临港街道四风闸村南，修建于1996年，占地总面积31亩，建筑面积4000平方米。纪念馆正门为四柱三开间石牌坊。进入仿宋山门，馆前立有“稼轩故里”雕刻石碑，由书法名家欧阳中石题写。纪念馆由位于正北方的三座展厅组成，正中展厅展示了辛弃疾生平事迹，两侧展室则展现辛弃疾的一些有代表意义的历史画面。纪念馆后与四风闸隔着一片树林，树林中是是辛家坟的旧址。

### 长沙

#### 营盘路
原为营盘街，为长沙城北的一条麻石街，长600余米。辛弃疾任湖南安抚使时，在潭州建立“飞虎军”，在马殷营垒的遗址上建造军营。该街地处飞虎军营盘旧址，故而得名“营盘街”。1999年，该路被拆除拓宽，初名“展览馆路”，后应学者和市民呼吁，将其更名为营盘路。2003年初，长沙市政府在该路安置了辛弃疾铜像，人物高高约3.5米，马身长约4米。

### 上饶

#### 辛弃疾墓
辛弃疾墓位于中国江西省上饶市铅山县永平镇鼓楼门村阳源山麓。辛弃疾晚年定居铅山瓢泉，死后葬于阳源山麓，原墓碑立于南宋绍定年间，清代乾隆年间辛弃疾后裔于墓前又立新碑。《铅山县志》载：“辛忠敏弃疾墓，在七都虎头门。宋绍定间赠光禄大夫，敕葬于此。旧有金字碑立驿道旁，曰稼轩先生神道。”郭沫若为之题写对联：“铁板铜琶继东坡高唱大江东去，美芹悲黍冀南宋莫随鸿雁南飞。”

### 电影
- 《辛弃疾铁血传奇》：峨眉电影制片厂于1993年出品的一部影片，虚构了辛弃疾少年时的一段故事。剧中辛弃疾由刘燕军饰演，其妻范如玉（姓名虚构）由蒋勤勤饰演。[34]
- 《辛弃疾1162》：浙江美视众乐文化传播有限公司、共青团中央网络影视中心联合制作出品，张哲执导，谢苗、南笙、郑文森、颜世魁主演的历史英雄史诗电影，剧中辛弃疾由谢苗饰演。电影于2020年1月2日在爱奇艺上线。

## 脚注
1. ↑  （因其祖父辛贊仰慕西漢名將霍去病，希望其孫能成為雄才大略之人，故取名「棄疾」）
2. ↑  辛弃疾《美芹十论》
3. ↑  洪迈《稼轩记》“使儒士为之兴起，圣天子一见三叹”
4. ↑  《宋史·辛弃疾传》
5. ↑  《淳熙己亥论盗贼劄子》
6. ↑  《宋史·辛弃疾传》
7. ↑  《淳熙己亥论盗贼劄子》
8. ↑  《宋史·辛弃疾传》
9. ↑  《宋史·辛弃疾传》
10. ↑  黄干《勉斋集》卷四《与辛稼轩侍郎书》
11. ↑  《宋史·辛弃疾传》
12. ↑  《宋史·辛弃疾传》
13. ↑  邓广铭《辛稼轩年谱》
14. ↑  《祭辛稼轩先生墓记》
15. ↑  《宋史·辛弃疾传》
16. ↑  辛弃疾《济南辛氏宗图》
17. ↑  辛弃疾《稼轩长短句》之《木兰花慢·滁州送范倅》“老来情味减，对别酒，怯流年。况屈指中秋，十分好月，不照人圆。无情水都不管；共西风、只管送归船。秋晚莼鲈江上，夜深儿女灯前。
征衫，便好去朝天，玉殿正思贤。想夜半承明，留教视草，却遣筹边。长安故人问我，道愁肠殢酒只依然。目断秋霄落雁，醉来时响空弦。”
18. ↑  辛弃疾《稼轩长短句》之《水龙吟·过南剑双溪楼》“举头西北浮云，倚天万里须长剑。人言此地，夜深长见，牛光焰。我觉山高，潭空水冷，月明星淡。待燃犀下看，凭栏却怕，风雷怒，鱼龙惨。
峡束苍江对起，过危楼，欲飞还敛。元龙老矣！不妨高卧，冰壶凉簟。千古兴亡，百年悲笑，一时登览。问何人又卸，片帆沙岸，系斜阳缆？”
19. ↑  辛弃疾《稼轩长短句》之《木兰花慢》“汉中开汉业，问此地，是耶非？想剑指三秦，君王得意，一战东归。追亡事，今不见，但山川满目泪沾衣。
落日胡尘未断，西风塞马空肥。一编书是帝王师，小试去征西。更草草离筵，匆匆去路，愁满旌旗。君恩我，回首处，正江涵秋影雁初飞。安得车轮四角，不堪带减腰围。”
20. ↑  《鹧鸪天·有客慨然谈功名因追念少年时事戏作》“壮岁旌旗拥万夫，锦襜突骑渡江初。燕兵夜娖银胡觮，汉箭朝飞金仆姑。
追往事，叹今吾，春风不染白髭须。却将万字平戎策。换得东家种树书。”
21. ↑  《破阵子·为陈同甫赋壮词以寄》“醉里挑灯看剑，梦回吹角连营。八百里分麾下炙，五十弦翻塞外声。沙场秋点兵。
马作的卢飞快，弓如霹雳弦惊。了却君王天下事，赢得生前身后名。可怜白发生。”
22. ↑  《水龙吟·甲辰岁寿韩南涧尚书》“渡江天马南来，几人真是经纶手？长安父老，新亭风景，可怜依旧。夷甫诸人，神州沉陆，几曾回首！算平戎万里，功名本是，真儒事，公知否？
 况有文章山斗，对桐阴、满庭清昼。当年堕地，而今试看，风云奔走。绿野风烟，平泉林木，东山歌酒。待他年，整顿乾坤事了，为先生寿。”
23. ↑  《南乡子·登京口北固亭有怀》
24. ↑  《满江红·江行和杨济翁韵》“过眼溪山，怪都似、旧时相识。还记得、梦中行遍，江南江北。佳处径须携杖去，能消几緉平生屐。笑尘劳、三十九年非、长为客。
吴楚地，东南坼。英雄事，曹刘敌。被西风吹尽，了无尘迹。楼观才成人已去，旌旗未卷头先白。叹人间、哀乐转相寻，今犹昔。”
25. ↑  《水调歌头》“寄我五云字，恰向酒边来。东风过尽归雁，不见客星回。闻道琐窗风月，更著诗翁杖屦，合作雪堂猜。岁旱莫留客，霖雨要渠来。
短檠灯，长剑铗，欲生苔。雕弓挂壁无用，照影落清杯。多病关心药裹，小摘亲锄菜甲，老子正须哀。夜雨北窗竹，更倩野人栽。”
26. ↑  《水龙吟·登建康赏心亭》“楚天千里清秋，水随天去秋无际。遥岑远目，献愁供恨，玉簪螺髻。落日楼头，断鸿声里，江南游子，把吴钩看了，栏杆拍遍，无人会，登临意。
休说鲈鱼堪脍，尽西风，季鹰归未？求田问舍，怕应羞见，刘郎才气。可惜流年，忧愁风雨，树犹如此！倩何人唤取，红巾翠袖，揾英雄泪！”
27. ↑  《菩萨蛮·书江西造口壁》“鬱孤台下清江水，中间多少行人泪？西北望长安，可怜无数山。
青山遮不住，毕竟东流去。江晚正愁余，山深闻鹧鸪。”
28. ↑  辛弃疾《稼轩长短句》之《鹧鸪天·戏题村舍》“鸡鸭成群晚不收，桑麻长过屋山头。有何不可吾方羡，要底都无饱便休。
新柳树，旧沙洲，去年溪打那边流。自言此地生儿女，不嫁金家即聘周。”
29. ↑  辛弃疾《稼轩长短句》之《西江月·夜行黄沙道中》“明月别枝惊鹊，清风半夜鸣蝉。稻花香里说丰年，听取蛙声一片。
七八个星天外，两三点雨山前。旧时茅店社林边，路转溪桥忽见。”
30. ↑  《鹧鸪天》“陌上柔桑破嫩芽，东邻蚕种已生些。平冈细草鸣黄犊，斜日寒林点暮鸦。
山远近，路横斜，青旗沽酒有人家。城中桃李愁风雨，春在溪头荠菜花。”
31. ↑  《清平乐·村居》“茅檐低小，溪上青青草。醉里吴音相媚好，白发谁家翁媪。
大儿锄豆溪东，中儿正织鸡笼。最喜小儿无赖，溪头卧剥莲蓬。”
32. ↑  《清平乐·检校山园书所见》“连云松竹。万事从今足。拄杖东家分社肉。白酒床头初熟。
西风梨枣山园。儿童偷把长竿。莫遣旁人惊去，老夫静处闲看。”
33. ↑  《清平乐·独宿博山王氏庵》“绕床饥鼠。蝙蝠翻灯舞。屋上松风吹急雨。破纸窗间自语。
平生塞北江南。归来华发苍颜。布被秋宵梦觉，眼前万里江山。”
34. ↑  《西江月·遣兴》“醉里且贪欢笑，要愁那得工夫。近来始觉古人书。信著全无是处。
昨夜松边醉倒，问松我醉何如。只疑松动要来扶。以手推松曰去。”
35. ↑  《定风波·暮春漫兴》“少日春怀似酒浓。插花走马醉千钟。老去逢春如病酒。唯有茶瓯香篆小帘栊。卷尽残花风未定。休恨。花开元自要春风。试问春归谁得见。飞燕。来时相遇夕阳中。”
36. ↑  刘克庄《辛稼轩即序》
37. ↑  毛晋《稼轩词跋》
38. ↑  罗大经《鹤林玉露》甲编·卷一
39. ↑  辛弃疾《稼轩长短句》之《清平乐》“春宵睡重。梦里还相送。枕畔起寻双玉凤。半日才知是梦。
一从卖翠人还。又无音信经年。却把泪来做水，流也流到伊边。”
40. ↑  辛弃疾《稼轩长短句》之《恋绣衾》“长夜偏冷添被儿。枕头儿、移了又移。我自是笑别人底，却元来、当局者迷。
如今只恨因缘浅，也不曾、抵死恨伊。合手下、安排了，那筵席、须有散时。”
41. ↑  楼敬思《词林纪事》卷十一
42. ↑  陈霆《渚山堂词话》卷二
43. ↑  周济《宋四家词选序论》
44. ↑  王国维《人间词话》
45. ↑  《水龙吟·过南剑双溪楼》
46. ↑  刘熙载《艺概》
47. ↑  吴衡照《莲子居词话》
48. ↑  刘熙载《艺概》
49. ↑  《丑奴儿近·博山道中效李易安体》“千峰云起，骤雨一霎儿价。更远树斜阳，风景怎生图画？青旗卖酒，山那畔别有人家。只消山水光中，无事过这一夏。
午醉醒时，松窗竹户，万千潇洒。野鸟飞来，又是一般闲暇。却怪白鸥，觑着人欲下未下。旧盟都在，新来莫是，别有说话？”
50. ↑  《鹧鸪天》“困不成眠奈夜何。情知归未转愁多。暗将往事思量遍，谁把多情恼乱他。
些底事，误人哪。不成真个不思家。娇痴却妒香香睡，唤起醒松说梦些。”
51. ↑  《送别湖南部曲》
“青衫匹马万人呼，幕府当年急急符。
青愧我明珠成薏苡。负君赤手缚于菟。
观书到老眼如镜，论事惊人胆满躯。
万里云霄送君去，不妨风雨破吾庐。”
52. ↑  《后村先生大全集》卷九十八
53. ↑  《西湖游览志余》载：“后十数年，幼安帅淮，同甫尚落落贫甚，乃访幼安于治所，相与谈天下事。幼安酒酣，因言南北利害，云：南之可以并北者如此，北之可以并南者如此。“钱塘非帝王居。断牛头山，天下无援兵；决西湖水，满城皆鱼鳖。”饮罢，宿同甫斋中。同甫夜思：幼安沉重寡言，因酒误发，若醒而悟，必杀我灭口。遂中夜盗其骏马而逃。”
54. ↑  《宋会要》101册之《职官门·黜降官》“淳熙八年十二月二日，右文殿修撰新任两浙西路提点刑狱公事辛弃疾落职罢新任。以弃疾奸贪凶暴，帅湖南日虐害田里……”、“淳熙九年中书舍人崔敦指责辛弃疾“肆厥贪求，指公财为囊橐；敢于殊艾，视赤子如犹草芥……”、“绍兴五年，以臣僚（黄艾）言其残酷贪饕，奸赃狼籍。”、103册“开禧元年七月，……以臣僚言辛弃疾好色贪财，淫刑聚敛。”

### 書籍
- 叶嘉莹：〈论辛弃疾词 （页面存档备份，存于）〉。
- 叶嘉莹：〈从一首《水龙吟》看辛弃疾词一本万殊之特质 （页面存档备份，存于）〉。
- 叶嘉莹：〈论辛弃疾词的艺术特色 （页面存档备份，存于）〉。
- 《宋史·辛棄疾傳》
- 梁啟超《辛稼軒年譜》
- 鄧廣銘《辛稼軒年譜》
- 鄭騫《辛稼軒年譜》
- 姜林洙《辛棄疾傳》